# Santa Maria del Camí
Santa Maria del Camí (hiszp. Santa María del Camino)  – miasto w Hiszpanii, we wspólnocie autonomicznej Baleary, na Majorce. W 2007 liczyło 5 497 mieszkańców.
Pierwsze ślady kultury na tym terenie odkryto u podnóży gór Serra de Tramuntana i pochodzą z ok. 3000 -1400 p.n.e.

## Zabytki
- Ratusz z XVII w. - prostokątny budynek z fasadą w stylu renesansowym.
- Kościół parafialny - jest przykładem baroku. W 1737 roku zostały zakończone nawy i kaplic oraz w 1751 roku rozpoczęto pracę nad dzwonem. Największy portal z kamienia rozpoczęto budować w 1756 roku i pracowało nad nim dwóch rzeźbiarzy: Rafael Torres i Francisco Obrador.
- Klasztor z XVII-XVIII wieku
- Studnia z XVII w.